# 上田毅八郎
上田 毅八郎（うえだ きはちろう、1920年8月30日 - 2016年6月18日）は、日本の画家である。海洋船舶画家として、模型メーカー・タミヤの「ウォーターラインシリーズ」をはじめとするボックスアートで知られる。

## 人物

### 生い立ち
静岡県藤枝市鬼岩寺に生まれ、静岡市千代田で育つ。上田は子供のころから「子供の科学」「航空少年」といった少年雑誌を見ながら、船舶や飛行機の絵を盛んに模写していた。

### 従軍体験
1941年（昭和16年）、徴兵の為帝国陸軍の高射砲連隊（浜松市）に入営。後に船舶部隊（暁部隊）の船舶砲兵に転科、陸軍徴用船である軍隊輸送船に乗船し備砲たる高射砲の操作要員（船砲隊員）となり（船舶砲兵第1連隊）、太平洋戦争における数々の輸送任務に従軍。
初の実戦経験は1942年（昭和17年）3月1日に行われたジャワ島上陸作戦（蘭印作戦）であり、輸送船「神州丸」（同名の陸軍特殊船/強襲揚陸艦「神州丸」とは異なる）に座乗していた。この他、「ぶゑのすあいれす丸」、「高島丸」、機動艇（SS艇。中型揚陸艦）等26隻の輸送船に乗船し計6回撃沈されている。上田は軍務の傍ら、乗船やすれ違う艦船などを軍事郵便ハガキにスケッチし、またジャワ島、アリューシャン列島、ラングーン湾（ビルマ）など、赴く土地の空や海の色を頭に叩き込んだ。
1944年（昭和19年）の大戦末期には優秀輸送船「金華丸」（レーダー搭載）に乗船。「金華丸」は多号作戦（フィリピン防衛戦）において兵員・物資の輸送任務に従事、護衛の駆逐艦や上空援護の四式戦「疾風」の活躍もあり、オルモック湾において11月1日より行っていた揚陸を成功させた。しかしながら、11月14日にはマニラ湾にて敵機250機からの3日間に渡る空襲を受けて「金華丸」は沈没、船砲隊員の3分の2は戦死し、船首の砲座にいた上田は海に飛び込み、3、4時間漂流の後に一命を取り留めたものの、利き腕の右手と右足を負傷して障害を残した。

### 終戦後
上田は従軍前、父親の営む塗装業を手伝っていたが、戦後は右手足の障害により高所作業などはかなわず、代わりに座ってでもできる看板の文字を書く仕事を始めた。仕事の終わった夜には、左手で書道を習うなどしていたが、絵を描きたいとの欲求は抑えられず、趣味として艦船などの絵を描き続けた。

### 船舶画家
それらの絵が次第に地元の評判となっていた1959年（昭和34年）、静岡で同じ町内に住んでいた田宮模型（現在のタミヤ）の田宮俊作から箱絵の製作を依頼された上田は即座に快諾した。巡洋艦「鳥海」「愛宕」を描いたのを手始めに3-4日で一枚を仕上げる仕事ぶりで、後の艦船プラモデルシリーズ「ウォーターライン」の箱絵の大半、2,000枚以上が上田の作となった。
上田は船舶画を描く際、何よりも正確さにこだわり、資料を徹底的に調べ、写真がないものについては図面から絵を書き起こしている。国会図書館に残る当時の軍艦の設計図から構造を知るほか、船舶装備の機能の理解、場所による海や空の色、船の速度による煙のたなびき方の違いなど、従軍による実体験による知見があるからこそ再現できるものという。
1973年（昭和48年）に初の個展を開催。以後帆船、軍艦、車、機関車、飛行機等の作品が、プラモデルのボックスアート以外に絵本やカレンダー等でも使われるようになった。2009年現在までに2万点以上の作品を手がけ、あわせて後進の指導に力を入れている。2011年（平成23年）2月には、画集『上田毅八郎の箱絵アート集－戦艦大和から零戦まで』（草思社）が出版された。
2016年（平成28年）6月18日死去、没年齢95歳。